# Jörg Lucke
Jörg Lucke (* 7. ledna 1942, Berlín) je bývalý východoněmecký veslař.
Dvakrát se stal olympijským vítězem. Na Letních olympijských hrách 1968 v Ciudad de México, zvítězil na dvojce bez kormidelníka a na Letních olympijských hrách 1972 v Mnichově na dvojce s kormidelníkem spolu s Wolfgangem Gunkelem (společně získali mimo jiné také evropský titul v roce 1971 a světový titul v roce 1975, přičemž v roce 1974 se umístili na druhém místě).